# Wacław Kloss

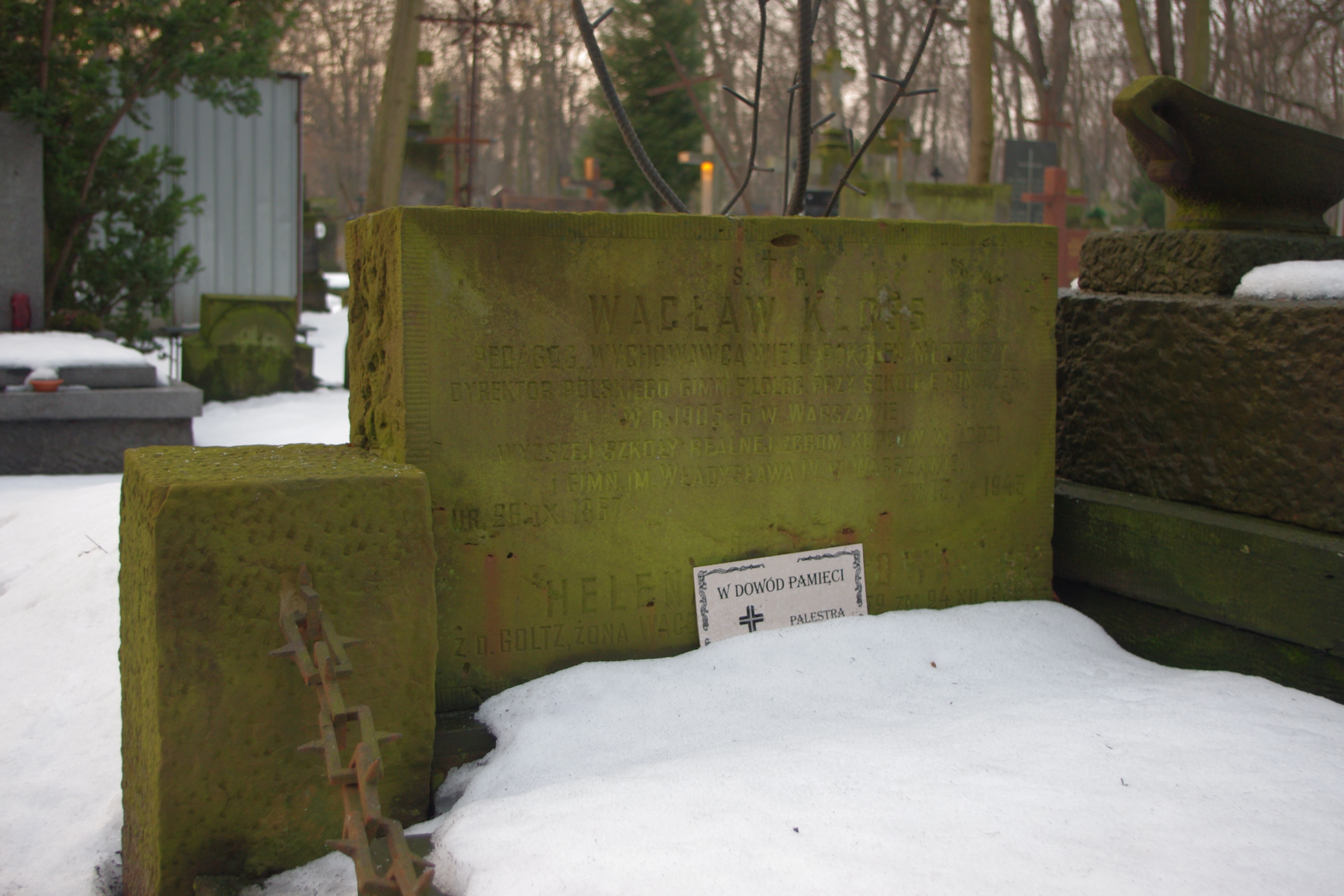
Grób Wacława Klossa (1867–1943) na cmentarzu Powązkowskim w Warszawie

Wacław Cyprian Kloss (ur. 26 września 1867 w Warszawie, zm. 15 marca 1943) – polski nauczyciel, dyrektor szkół średnich, krajoznawca, organizator krajoznawstwa.

## Studia i działalność zawodowa
Z wykształcenia prawnik, pracował jako nauczyciel polonista w szkołach warszawskich. Od 1906 był dyrektorem pierwszego gimnazjum filologicznego, od 1908 inspektor, a od 1909 dyrektor Szkoły Handlowej Zgromadzenia Kupców w Łodzi. 
W 1915 zorganizował w Łodzi wyższe kursy techniczne i humanistyczne o charakterze wolnej wszechnicy – zaczątek wyższego szkolnictwa w Łodzi. 
Jako kierownik Sekcji Szkolnej Komitetu Obywatelskiego miasta Łodzi wprowadził przymus obowiązkowego nauczania – było to wprowadzenie w życie Uchwały Rady Miejskiej, która jako pierwsza w Polsce po I wojnie światowej zapewniła powszechność nauczania – miejsce w szkole dla wszystkich dzieci.
Wcześniej z jego inicjatywy powstało w Brzezinach k. Łodzi gimnazjum koedukacyjne Koła Polskiej Macierzy Szkolnej.
W latach 1919–1926 był dyrektorem Gimnazjum im. Władysława IV w Warszawie. Po zawale serca w 1926 roku przeszedł na emeryturę i zajął się głównie działalnością teoretyczną w dziedzinie pedagogiki. Podczas okupacji prowadził nauczanie na tajnych kompletach.

## Działalność pozazawodowa w krajoznawstwie
W gmachu szkoły przy ul. Dzielnej 40 (obecnie Narutowicza 68) w Łodzi odbyło się 8 marca 1909 zebranie założycielskie Łódzkiego Oddziału Polskiego Towarzystwa Krajoznawczego PTK, na którym wybrano go prezesem Oddziału. Pełnił tę funkcję do 1910. 

## Miejsce spoczynku
Zmarł 15 marca 1943, pochowany na cmentarzu Powązkowskim w Warszawie (kwatera 271-1-29).

## Ordery i odznaczenia
- Złoty Krzyż Zasługi (10 lutego 1939)[2]